# Szőlősardó
Szőlősardó é um município da Hungria, situado no condado de Borsod-Abaúj-Zemplén. Tem 10,66 km² de área e sua população em 2015 foi estimada em 108 habitantes.